# Albert Bach
Albert Bach (* 29. November 1910 in Treffen, Kärnten; † 22. Juli 2003 in Graz) war ein österreichischer General der Infanterie und in den Jahren von 1963 bis 1972 Befehlshaber der Gruppe II (Steiermark, Kärnten) in Graz.

## Leben
Nach der Matura trat Bach zum 1. September 1931 in das Bundesheer und zum 26. Oktober desselben Jahres in die NSDAP ein (Mitgliedsnummer 612.639). Er absolvierte von 1932 bis 1935 die Theresianische Militärakademie und wurde am 1. September 1935 zum Leutnant im Kärntner Infanterieregiment Nr. 7 ausgemustert. Für sein Mitwirken bei der Niederschlagung des sozialdemokratischen Aufstandes 1934 erhielt er die „Bronzene Medaille für Verdienste um die Republik Österreich“.
Bei den Olympischen Winterspielen 1936 in Garmisch war er Mannschaftsführer der österreichischen Olympiamannschaft für Militärschipatrouillenlauf und belegte mit ihr den vierten Platz.
Nach der Okkupation Österreichs 1938 durch das Deutsche Reich als Oberleutnant in die deutsche Wehrmacht übernommen, machte Bach den Überfall auf Polen 1939 mit dem Gebirgsjäger-Regiment 139 und das Narvik-Unternehmen 1940 im Stab der 3. Gebirgs-Division mit. Vom Herbst 1940 bis Anfang 1941 absolvierte er als Hauptmann den Generalstabskurs an der Kriegsschule Berlin. Dann nahm er im Stab der 12. Armee am Balkanfeldzug und an der Landung auf Kreta teil. Im Feldzug gegen die Sowjetunion war er 1941 beim Vormarsch durch das Baltikum Zweiter Generalstabsoffizier der 30. Infanterie-Division, 1942 1. Generalstabsoffizier eines Armeekorps bei den Kämpfen um Demjansk und von Mai 1943 bis August 1944 während der Abwehrkämpfe im Nordwestrussland und des Rückzugs im Baltikum 1. Generalstabsoffizier der 30. Infanterie-Division. Ende November 1943 wurde er Oberstleutnant i. G. Von September 1944 bis Kriegsende war er 1. Generalstabsoffizier der 16. Armee, die an den Kämpfen um Riga und an den Abwehrschlachten in Kurland beteiligt war. Im Mai 1945 geriet er in sowjetische Kriegsgefangenschaft, aus der er 1948 entlassen wurde.
Nach Tätigkeit in der Privatwirtschaft trat Bach am 26. Juli 1956 in das Bundesheer der Zweiten Republik ein und wurde Leiter der Organisationsabteilung. Vom 1. März 1958 bis zum 1. Juli 1961 war er stellvertretender Leiter der Sektion II und damit engster Berater des Generaltruppeninspektors General der Infanterie Erwin Fussenegger. In dieser Zeit war er wesentlich am Aufbau des neuen Heeres der zweiten Republik beteiligt. Nach den Umstellungen im Ressort unter Bundesminister Karl Schleinzer, die zu einer Einschränkung der Kompetenzen des Generaltruppeninspektors führten, war für Bach im Ministerium kein Platz mehr und er wurde mit dem Kommando der höheren Offizierskurse betraut. Er führte den 3. Generalstabskurs zu einem erfolgreichen Ende und wandelte das bisherige bescheidene Kurskommando zu einer neuen Bildungseinrichtung des Heeres – der Stabsakademie. Am 1. Juli 1961 wurde er Kommandant der neuen Einrichtung, aus der die spätere Landesverteidigungsakademie hervorging, deren Grundlagen er mit seiner Aufbauarbeit geschaffen hatte.
Mit 15. Juli 1963 erfolgte seine Ernennung zum Befehlshaber der Gruppe II (Steiermark und Kärnten) und mit 1. Jänner 1964 die Beförderung zum Generalmajor. In den Jahren unter seiner Kommandoführung wurde in zahlreichen Übungen durch didaktische Impulse die Schlagkraft der Truppe gestärkt und das Niveau der Ausbildung angehoben. Mit 1. Jänner 1969 wurde er zum General der Infanterie befördert.
Während der durch die Dienstzeitverkürzung 1970 ausgelösten Bemühungen um eine Bundesheerreform engagierte sich der General in der Reformkommission und versuchte durch eingehende Denkschriften eine zweckmäßige Lösung vorzuschlagen. Nachdem seine Bemühungen erfolglos geblieben waren, bat er 1972 den Bundesminister wegen seiner ernsten Bedenken gegen die geplante Umstrukturierung der Truppe demonstrativ um Enthebung von seiner Funktion. Dies geschah und mit Jahresende ging er in den Ruhestand.

## Auszeichnungen
- Bronzene Medaille für Verdienste um die Republik Österreich
- 1940: Eisernes Kreuz II. und I. Klasse
- 1943: Deutsches Kreuz in Gold
- Ehrenzeichen für Verdienste um die Republik Österreich (Ausprägung unbekannt)
- Ehrenring des Landes Steiermark